# 1111
1111是1110与1112之间的自然数。

## 在数学中
- 合數，正因數有1、11、101和1111。
質因數分解為{\displaystyle 11\times 101}。
- 虧數，真因數和為113，虧度為998。
- 不尋常數，大於平方根的質因數為101。
- 半質數。
- 無平方數因數的數。
- 十进制的奢侈數。
- 第51個十进制的史密夫數。前一個為1086、下一個為1165。
- 迴文數。
- 59+95=154,154+451=605,605+506=1111
- 68+86=154,154+451=605,605+506=1111
- 77+77=154,154+451=605,605+506=1111
- 1111 x 1111 = 1234321

所以基本構成數字為14，分拆為兩個個位的自然數，再以這兩個數字構成迴文數相加，
最後變為1111，9倍以後就不是迴文數，再有趣的是1111是由4個1組合而成，這兩個個數剛好就是構成迴文數的基數。
1111自乘也是迴文數。

### 神秘學
在新時代思潮，有些人認為1111是天使給人類的信息，有著覺醒、提升及轉變的象徵意義。

## 在人類文化中
- 西元1111年與前1111年

## 其他領域
- 在材料或凝態物理學上的簡稱，指具有稀土過渡金屬氮磷族化合物（rare-earth transition-metal oxypnictide（英语：oxypnictide），ReTmPnO）結構的化合物，如LaFeAsO。
- 11月11日，光棍节。一些电子商务网站会借此开展大规模的打折促销活动以提高销售额，有称双11（双十一）活动。
- 雙十一，每年11月11日的大型促銷活動。
- 1111人力銀行。
- 黎明行動_(香港)
- 2019年11月西灣河開槍事件
- 马鞍山烧人事件
- 2019年11月11日香港交通警察衝撞市民事件
- 楊學志遇襲事件